# FIA-Formel-E-Meisterschaft 2014/15
Die FIA-Formel-E-Meisterschaft 2014/15 war die erste Saison der FIA-Formel-E-Meisterschaft. Sie begann am 13. September 2014 in Peking und endete am 28. Juni 2015 in London. Die Saison umfasste elf Rennen.
Nelson Piquet jr. (NEXTEV TCR Formula E Team) gewann die Fahrerwertung. Das Team e.dams Renault entschied die Teamwertung für sich.

## Teams und Fahrer

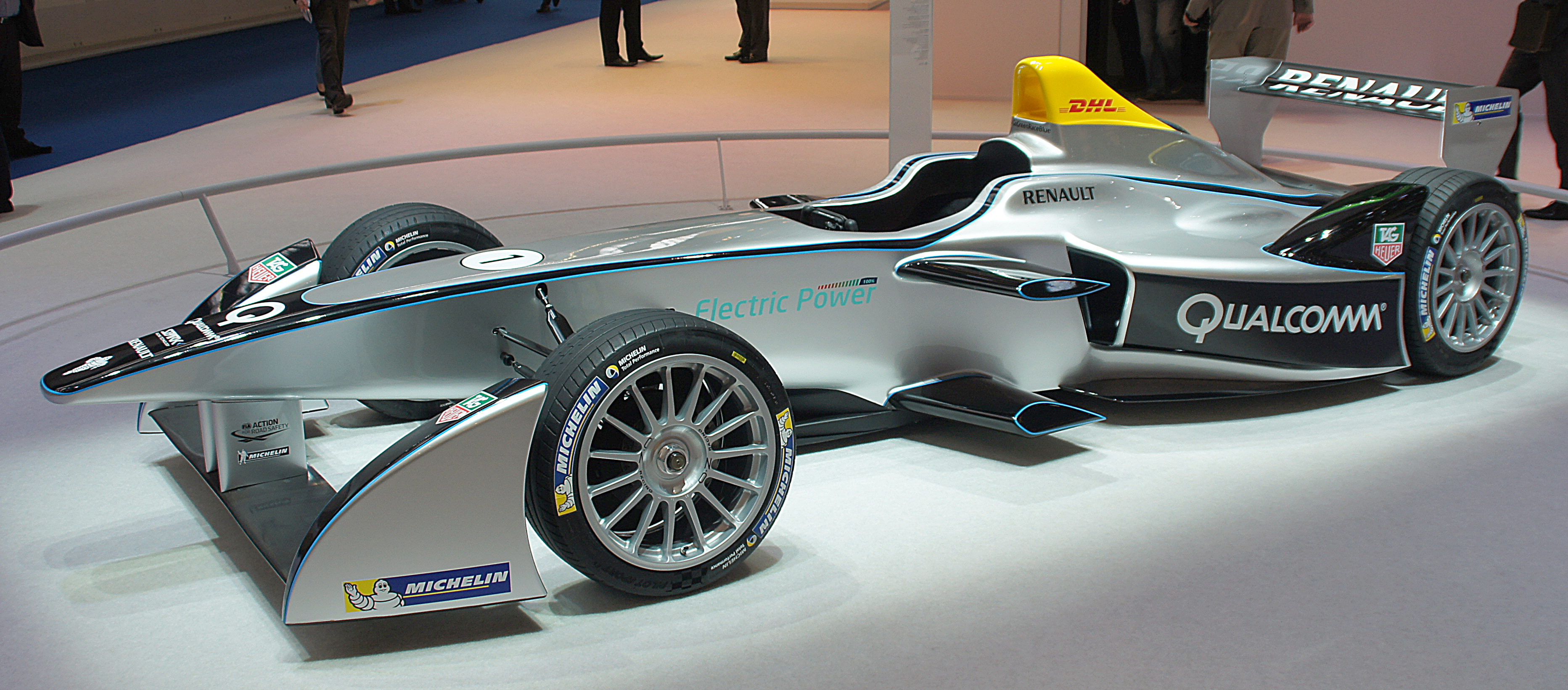
Spark-Renault SRT_01E

Alle Teams und Fahrer verwendeten das Fahrzeug Spark-Renault SRT_01E und Reifen von Michelin.
| Team                                                  | Nr. | Fahrer                 | Rennen  |
| ----------------------------------------------------- | --- | ---------------------- | ------- |
| Virgin Racing Formula E Team                          | 2   | Sam Bird               | 1–11    |
| Virgin Racing Formula E Team                          | 3   | Jaime Alguersuari      | 1–9     |
| Virgin Racing Formula E Team                          | 3   | Fabio Leimer           | 10, 11  |
| Mahindra Racing Formula E Team                        | 5   | Karun Chandhok         | 1–11    |
| Mahindra Racing Formula E Team                        | 21  | Bruno Senna            | 1–11    |
| Dragon Racing Formula E Team                          | 6   | Oriol Servià           | 1–4     |
| Dragon Racing Formula E Team                          | 6   | Loïc Duval             | 5–11    |
| Dragon Racing Formula E Team                          | 7   | Jérôme D’Ambrosio      | 1–11    |
| Team e.dams Renault                                   | 8   | Nicolas Prost          | 1–11    |
| Team e.dams Renault                                   | 9   | Sébastien Buemi        | 1–11    |
| Trulli Formula E Team                                 | 10  | Jarno Trulli           | 1–11    |
| Trulli Formula E Team                                 | 18  | Michela Cerruti        | 1–4     |
| Trulli Formula E Team                                 | 18  | Vitantonio Liuzzi      | 5–9     |
| Trulli Formula E Team                                 | 18  | Alex Fontana           | 10, 11  |
| Audi Sport ABT Formula E Team                         | 11  | Lucas di Grassi        | 1–11    |
| Audi Sport ABT Formula E Team                         | 66  | Daniel Abt             | 1–11    |
| Venturi Formula E Team                                | 23  | Nick Heidfeld          | 1–11    |
| Venturi Formula E Team                                | 30  | Stéphane Sarrazin      | 1–11    |
| Andretti Autosport Formula E Team                     | 27  | Franck Montagny        | 1, 2    |
| Andretti Autosport Formula E Team                     | 27  | Jean-Éric Vergne       | 3–11    |
| Andretti Autosport Formula E Team                     | 28  | Charles Pic            | 1       |
| Andretti Autosport Formula E Team                     | 28  | Matthew Brabham        | 2, 3    |
| Andretti Autosport Formula E Team                     | 28  | Marco Andretti         | 4       |
| Andretti Autosport Formula E Team                     | 28  | Scott Speed            | 5–8     |
| Andretti Autosport Formula E Team                     | 28  | Justin Wilson          | 9       |
| Andretti Autosport Formula E Team                     | 28  | Simona de Silvestro    | 10, 11  |
| Amlin Aguri                                           | 55  | Takuma Satō            | 1       |
| Amlin Aguri                                           | 55  | António Félix da Costa | 2–9     |
| Amlin Aguri                                           | 55  | Sakon Yamamoto         | 10, 11  |
| Amlin Aguri                                           | 77  | Katherine Legge        | 1, 2    |
| Amlin Aguri                                           | 77  | Salvador Durán         | 3–11    |
| China Racing Formula E Team NEXTEV TCR Formula E Team | 88  | Ho-Pin Tung            | 1, 2, 4 |
| China Racing Formula E Team NEXTEV TCR Formula E Team | 88  | Antonio García         | 3, 9    |
| China Racing Formula E Team NEXTEV TCR Formula E Team | 88  | Charles Pic            | 5–8     |
| China Racing Formula E Team NEXTEV TCR Formula E Team | 88  | Oliver Turvey          | 10, 11  |
| China Racing Formula E Team NEXTEV TCR Formula E Team | 99  | Nelson Piquet jr.      | 1–11    |

### Auswahl der Fahrer
Die Auswahl der Fahrer blieb den Teams überlassen. Die Formel E veröffentlichte Anfang 2014 zudem eine Liste mit 29 Fahrern, die an einem Formel-E-Engagement interessiert waren, den sogenannten Drivers' Club. Alle Fahrer des Drivers' Club erhielten die Möglichkeit, an Formel-E-Testfahrten teilzunehmen.
Fahrer, die in die Formel E einstiegen
| Fahrer                 | letzte Saison                                              | Team in der Formel-E-Saison 2014/15 |
| ---------------------- | ---------------------------------------------------------- | ----------------------------------- |
| Daniel Abt             | GP2-Serie (Hilmer Motorsport)                              | Audi Sport ABT Formula E Team       |
| Jaime Alguersuari      | ADAC GT Masters (Rowe Racing)                              | Virgin Racing Formula E Team        |
| Marco Andretti         | IndyCar Series (Andretti Autosport)                        | Andretti Autosport Formula E Team   |
| Sam Bird               | FIA-Langstrecken-Weltmeisterschaft (AF Corse)              | Virgin Racing Formula E Team        |
| Matthew Brabham        | Indy Lights (Andretti Autosport)                           | Andretti Autosport Formula E Team   |
| Sébastien Buemi        | FIA-Langstrecken-Weltmeisterschaft (Toyota Racing)         | Team e.dams Renault                 |
| Michela Cerruti        | Auto GP (Super Nova International)                         | Trulli Formula E Team               |
| Karun Chandhok         | European Le Mans Series (Murphy Prototypes)                | Mahindra Racing Formula E Team      |
| Jérôme D’Ambrosio      | Blancpain Endurance Series (M-Sport Bentley)               | Dragon Racing Formula E Team        |
| Salvador Durán         | Auszeit                                                    | Amlin Aguri                         |
| Loïc Duval             | FIA-Langstrecken-Weltmeisterschaft (Audi Sport Team Joest) | Dragon Racing Formula E Team        |
| António Félix da Costa | DTM (BMW-Team-MTEK)                                        | Amlin Aguri                         |
| Alex Fontana           | GP3-Serie (ART Grand Prix)                                 | Trulli Formula E Team               |
| Antonio García         | United SportsCar Championship (Corvette Racing)            | China Racing Formula E Team         |
| Lucas di Grassi        | FIA-Langstrecken-Weltmeisterschaft (Audi Sport Team Joest) | Audi Sport ABT Formula E Team       |
| Nick Heidfeld          | FIA-Langstrecken-Weltmeisterschaft (Rebellion Racing)      | Venturi Formula E Team              |
| Katherine Legge        | United SportsCar Championship (DeltaWing Racing Cars)      | Amlin Aguri                         |
| Fabio Leimer           | FIA-Langstrecken-Weltmeisterschaft (Rebellion Racing)      | Virgin Racing Formula E Team        |
| Vitantonio Liuzzi      | Super Formula (HP Real Racing)                             | Trulli Formula E Team               |
| Franck Montagny        | IndyCar Series (Andretti Autosport)                        | Andretti Autosport Formula E Team   |
| Charles Pic            | Formel-1-Testfahrer (Lotus F1 Team)                        | Andretti Autosport Formula E Team   |
| Nelson Piquet jr.      | Blancpain Sprint Series (BMW Sports Trophy Team Brasil)    | China Racing Formula E Team         |
| Nicolas Prost          | FIA-Langstrecken-Weltmeisterschaft (Rebellion Racing)      | Team e.dams Renault                 |
| Stéphane Sarrazin      | FIA-Langstrecken-Weltmeisterschaft (Toyota Racing)         | Venturi Formula E Team              |
| Takuma Satō            | IndyCar Series (A. J. Foyt Enterprises)                    | Amlin Aguri                         |
| Bruno Senna            | FIA-Langstrecken-Weltmeisterschaft (Aston Martin Racing)   | Mahindra Racing Formula E Team      |
| Oriol Servià           | IndyCar Series (Rahal Letterman Lanigan Racing)            | Dragon Racing Formula E Team        |
| Simona de Silvestro    | IndyCar Series (Andretti Autosport)                        | Andretti Autosport Formula E Team   |
| Scott Speed            | US-amerikanische Lamborghini Super Trofeo (Jota Corse)     | Andretti Autosport Formula E Team   |
| Jarno Trulli           | Auszeit                                                    | Trulli Formula E Team               |
| Oliver Turvey          | 24-Stunden-Rennen von Le Mans (Jota Racing)                | NEXTEV TCR Formula E Team           |
| Ho-Pin Tung            | Asian Le Mans Series (OAK Racing Team Total)               | China Racing Formula E Team         |
| Jean-Éric Vergne       | Formel 1 (Scuderia Toro Rosso)                             | Andretti Autosport Formula E Team   |
| Sakon Yamamoto         | Auszeit                                                    | Amlin Aguri                         |

Fahrer, die dem Drivers' Club der Formel E angehören
| - Daniel Abt - Christijan Albers* - Jaime Alguersuari - Marco Andretti - Nathanaël Berthon* - Sam Bird - Marco Bonanomi* - Sébastien Bourdais* - Alex Brundle* - Sébastien Buemi - Adam Carroll* - Karun Chandhok - Dani Clos* - Ben Collins* | - Conor Daly* - Jérôme D’Ambrosio - Robert Doornbos* - Lucas di Grassi - Kuba Giermaziak* - Nick Heidfeld - J. R. Hildebrand* - Ryo Hirakawa* - Narain Karthikeyan* - Christian Klien* - Jon Lancaster* - Katherine Legge - Vitantonio Liuzzi - Nicolas Minassian* | - Franck Montagny - Giorgio Pantano* - Agustín Payá* - Adrian Quaife-Hobbs* - Ma Qinghua* - Stéphane Sarrazin - Takuma Satō - Bruno Senna - Oriol Servià - Andy Souček* - Adrien Tambay* - Jarno Trulli |

Mit * gekennzeichnete Fahrer schlossen in der Saison 2014/15 keinen Vertrag mit einem Team ab.

### Auswahl der Teams
Die Fédération Internationale de l’Automobile (FIA) schrieb Startplätze für zehn Teams aus. Die Organisatoren der Serie entschieden darüber, welche Teams zugelassen wurden. Zu den Rennställen, deren Bewerbung nicht erfolgreich war, gehörte das Team Rosberg.
Am 18. Juni 2014 wurde das britische Team Drayson Racing durch das italienische Team Trulli ersetzt. Trulli gab bekannt, dass Drayson als technischer Partner des Teams auftrete.

## Rennkalender
2014/15 wurden elf Rennen in zehn Städten und neun Ländern ausgetragen. Alle Rennen wurden auf temporären Rennstrecken ausgetragen. Es gab neun Stadtkurse und einen Flugplatzkurs. Ursprünglich wurde auch Rom als Veranstaltungsort eines Formel-E-Rennens in der Saison 2014/15 präsentiert. Ein ebenfalls geplantes Rennen in Hongkong wurde aufgrund von Problemen mit der geplanten Strecke nicht in den Kalender aufgenommen.
Im April 2014 wurde das für den 15. November 2014 in Rio de Janeiro geplante Rennen abgesagt, als Ersatz solle am 14. Februar 2015 ein Rennen in einem anderen, noch nicht genannten Land stattfinden. Das für diesen Termin vorgesehene Rennen in Long Beach wurde auf den 4. April 2015 verschoben.
Der FIA-Weltrat bestätigte am 26. Juni 2014 den Kalender.
Im Juli 2014 kam es zu einer weiteren Verschiebung, das Rennen in Putrajaya wurde vom ursprünglich geplanten Termin am 18. Oktober auf Bitten des malayischen Premierministers Najib Razak, der am 18. Oktober aufgrund eines anderen Termins nicht anwesend sein konnte, auf den 22. November verschoben. Die FIA kam der Bitte nach und bestätigte die Verschiebung am 30. Juli 2014.
Anfang September 2014, wenige Tage vor dem ersten Rennen der Saison, wurde erstmals offiziell eine Absage des Ersatz-Rennens für Rio de Janeiro erwogen, da bis dato keine Stadt als Ausrichter für diesen Termin präsentiert werden konnte. Die Suche nach einem neuen Veranstaltungsort beschränkte sich auf den amerikanischen Kontinent, da von Seiten der Organisatoren eine Reise auf einen anderen Kontinent zwischen den Rennen in Buenos Aires und Miami als unsinnig angesehen wurde. Am 17. September 2014 sagte Alejandro Agag in einem Interview, dass es keinen zehnten Austragungsort geben werde. Stattdessen werde in Erwägung gezogen, eines der letzten drei Rennen zu einem Doppelevent mit zwei Läufen zu machen. Kurz darauf verschwand das zehnte Rennen dann aus dem offiziellen Rennkalender.
Am 3. Februar 2015 wurde bekanntgegeben, dass der Rennkalender mit einem Rennen in Moskau am 6. Juni 2015 wieder auf zehn Veranstaltungsorte aufgefüllt wird. Im Zuge dessen wurde der Berlin ePrix um eine Woche auf den 23. Mai 2015 vorverlegt.
Am 19. Februar 2015 wurde bekanntgegeben, dass beim Saisonfinale in London ein zweites Rennen am 28. Juni 2015 stattfindet.
| Nr. | Datum         | Veranstaltung (Rennstrecke)           | Erster                                           | Zweiter                                              | Dritter                                              | Pole-Position                                        | Schnellste Runde                                     | Gesamtführung                                   | Gesamtführung                     |
| Nr. | Datum         | Veranstaltung (Rennstrecke)           | Erster                                           | Zweiter                                              | Dritter                                              | Pole-Position                                        | Schnellste Runde                                     | Fahrer                                          | Team                              |
| --- | ------------- | ------------------------------------- | ------------------------------------------------ | ---------------------------------------------------- | ---------------------------------------------------- | ---------------------------------------------------- | ---------------------------------------------------- | ----------------------------------------------- | --------------------------------- |
| 01. | 13. September | Beijing ePrix (Peking)                | Lucas di Grassi (Audi Sport ABT Formula E Team)  | Franck Montagny (Andretti Autosport Formula E Team)  | Sam Bird (Virgin Racing Formula E Team)              | Nicolas Prost (Team e.dams Renault)                  | Takuma Satō (Amlin Aguri)                            | Lucas di Grassi (Audi Sport ABT Formula E Team) | Andretti Autosport Formula E Team |
| 02. | 22. November  | Putrajaya ePrix (Putrajaya)           | Sam Bird (Virgin Racing Formula E Team)          | Lucas di Grassi (Audi Sport ABT Formula E Team)      | Sébastien Buemi (Team e.dams Renault)                | Nicolas Prost (Team e.dams Renault)                  | Jaime Alguersuari (Virgin Racing Formula E Team)     | Lucas di Grassi (Audi Sport ABT Formula E Team) | Audi Sport ABT Formula E Team     |
| 03. | 13. Dezember  | Punta del Este ePrix (Punta del Este) | Sébastien Buemi (Team e.dams Renault)            | Nelson Piquet jr. (China Racing)                     | Lucas di Grassi (Audi Sport ABT Formula E Team)      | Jean-Éric Vergne (Andretti Autosport Formula E Team) | Daniel Abt (Audi Sport ABT Formula E Team)           | Lucas di Grassi (Audi Sport ABT Formula E Team) | Team e.dams Renault               |
| 04. | 10. Januar    | Buenos Aires ePrix (Buenos Aires)     | António Félix da Costa (Amlin Aguri)             | Nicolas Prost (Team e.dams Renault)                  | Nelson Piquet jr. (China Racing)                     | Sébastien Buemi (Team e.dams Renault)                | Sam Bird (Virgin Racing Formula E Team)              | Lucas di Grassi (Audi Sport ABT Formula E Team) | Team e.dams Renault               |
| 05. | 14. März      | Miami ePrix (Miami)                   | Nicolas Prost (Team e.dams Renault)              | Scott Speed (Andretti Autosport Formula E Team)      | Daniel Abt (Audi Sport ABT Formula E Team)           | Jean-Éric Vergne (Andretti Autosport Formula E Team) | Nelson Piquet jr. (China Racing)                     | Nicolas Prost (Team e.dams Renault)             | Team e.dams Renault               |
| 06. | 04. April     | Long Beach ePrix (Long Beach)         | Nelson Piquet jr. (China Racing)                 | Jean-Éric Vergne (Andretti Autosport Formula E Team) | Lucas di Grassi (Audi Sport ABT Formula E Team)      | Daniel Abt (Audi Sport ABT Formula E Team)           | Nicolas Prost (Team e.dams Renault)                  | Lucas di Grassi (Audi Sport ABT Formula E Team) | Team e.dams Renault               |
| 07. | 09. Mai       | Monaco ePrix (Monte Carlo)            | Sébastien Buemi (Team e.dams Renault)            | Lucas di Grassi (Audi Sport ABT Formula E Team)      | Nelson Piquet jr. (NEXTEV TCR Formula E Team)        | Sébastien Buemi (Team e.dams Renault)                | Jean-Éric Vergne (Andretti Autosport Formula E Team) | Lucas di Grassi (Audi Sport ABT Formula E Team) | Team e.dams Renault               |
| 08. | 23. Mai       | Berlin ePrix (Berlin)                 | Jérôme D’Ambrosio (Dragon Racing Formula E Team) | Sébastien Buemi (Team e.dams Renault)                | Loïc Duval (Dragon Racing Formula E Team)            | Jarno Trulli (Trulli Formula E Team)                 | Nelson Piquet jr. (NEXTEV TCR Formula E Team)        | Nelson Piquet jr. (NEXTEV TCR Formula E Team)   | Team e.dams Renault               |
| 09. | 6. Juni       | Moskau ePrix (Moskau)                 | Nelson Piquet jr. (NEXTEV TCR Formula E Team)    | Lucas di Grassi (Audi Sport ABT Formula E Team)      | Nick Heidfeld (Venturi Formula E Team)               | Jean-Éric Vergne (Andretti Autosport Formula E Team) | Sébastien Buemi (Team e.dams Renault)                | Nelson Piquet jr. (NEXTEV TCR Formula E Team)   | Team e.dams Renault               |
| 10. | 27. Juni      | London ePrix (London)                 | Sébastien Buemi (Team e.dams Renault)            | Jérôme D’Ambrosio (Dragon Racing Formula E Team)     | Jean-Éric Vergne (Andretti Autosport Formula E Team) | Sébastien Buemi (Team e.dams Renault)                | Lucas di Grassi (Audi Sport ABT Formula E Team)      | Nelson Piquet jr. (NEXTEV TCR Formula E Team)   | Team e.dams Renault               |
| 11. | 28. Juni      | London ePrix (London)                 | Sam Bird (Virgin Racing Formula E Team)          | Jérôme D’Ambrosio (Dragon Racing Formula E Team)     | Loïc Duval (Dragon Racing Formula E Team)            | Stéphane Sarrazin (Venturi Formula E Team)           | Sam Bird (Virgin Racing Formula E Team)              | Nelson Piquet jr. (NEXTEV TCR Formula E Team)   | Team e.dams Renault               |

Anmerkungen
1. ↑  Nicolas Prost erzielte die Pole-Position für den Putrajaya ePrix. Aufgrund einer Startplatzstrafe ging er nur vom elften Platz ins Rennen, während Oriol Servià von der ersten Position startete. Die Rennserie wertete Prost dennoch als Pole-Setter und er erhielt die Bonuspunkte für die Pole-Position.

## Wertung
Die zehn erstplatzierten Fahrer jedes Rennens erhielten Punkte nach folgendem Schema:
| Punkteverteilung | Punkteverteilung | Punkteverteilung | Punkteverteilung | Punkteverteilung | Punkteverteilung | Punkteverteilung | Punkteverteilung | Punkteverteilung | Punkteverteilung | Punkteverteilung |
| ---------------- | ---------------- | ---------------- | ---------------- | ---------------- | ---------------- | ---------------- | ---------------- | ---------------- | ---------------- | ---------------- |
| Platz            | 1                | 2                | 3                | 4                | 5                | 6                | 7                | 8                | 9                | 10               |
| Punkte           | 25               | 18               | 15               | 12               | 10               | 8                | 6                | 4                | 2                | 1                |

Zusätzlich gab es drei Punkte für die Pole-Position und zwei Punkte für die schnellste Rennrunde. In die Fahrerwertung gingen die zehn besten Ergebnisse aller Rennen der Meisterschaft ein (ein Streichresultat). Eine Disqualifikation konnte dabei nicht als Streichresultat angerechnet werden.

### Fahrerwertung
| Pos. | Fahrer            | BEI   | PUT    | PUN    | BUE | MIA    | LBH   | MON   | BER   | MOS   | LON   | LON   | Punkte |
| 01   | N. Piquet         | 8     | (DNF)  | 2      | 3   | 5      | °1°   | °3°   | °4°   | °1°   | °5°   | °7°   | 144    |
| 02   | S. Buemi          | DNF   | 3      | 1      | DNF | (13)   | 4     | 1     | °2°   | °9°   | 1     | °5°   | 143    |
| 03   | L. di Grassi      | °1°   | 2      | 3      | DNF | 9      | 3     | 2     | (DSQ) | °2°   | 4     | 6     | 133    |
| 04   | J. D’Ambrosio     | 6     | 5      | 8      | 14  | 4      | 6     | 5     | 1     | (11)  | 2     | 2     | 113    |
| 05   | S. Bird           | 3     | 1      | DNF    | 7   | 8      | °DNF° | 4     | 8     | (DNF) | 6     | 1     | 103    |
| 06   | N. Prost          | *12*  | 4      | 7      | 2   | 1      | 14    | 6     | 10    | 8     | 7     | (10)  | 88     |
| 07   | J. Vergne         |       |        | °*14*° | °6° | °*18*° | °2°   | °DNF° | 7     | 4     | 3     | 16*   | 70     |
| 08   | A. Félix da Costa |       | 8      | DNF    | 1   | 6      | 7     | 9     | 11    | 7     |       |       | 51     |
| 09   | L. Duval          |       |        |        |     | 7      | 9     | DNF   | 3     | 15    | 8     | 3     | 42     |
| 10   | B. Senna          | °DNF° | °*14*° | 6      | °5° | °DNF°  | 5     | DNF   | 18    | 16    | (16)  | 4     | 40     |
| 11   | D. Abt            | 10    | 10     | 15     | 13* | 3      | 15    | DNF   | 14    | 5     | DNF   | (11)  | 32     |
| 12   | N. Heidfeld       | *13*  | °DSQ°  | °10°   | °8° | 12     | 11    | 10    | 5     | 3     | 13    | (DNF) | 31     |
| 13   | J. Alguersuari    | 11    | 9      | 5      | 4   | 11     | 8     | DNF   | 12    | 13    | INJ   | INJ   | 30     |
| 14   | S. Sarrazin       | 9     | 12     | DNF    | 10  | DNF    | 10    | 7     | 6     | (14)  | 10    | 15    | 22     |
| 15   | S. Speed          |       |        |        |     | 2      | DNF   | 12    | 13    |       |       |       | 18     |
| 16   | F. Montagny       | 2     | °DSQ   | #1EX#1 | EX  | EX     | EX    | EX    | EX    | EX    | EX    | EX    | 18     |
| 17   | K. Chandhok       | 5     | 6      | 13     | DNF | 14     | 12    | 13    | 15    | 12    | 12    | (13)  | 18     |
| 18   | C. Pic            | 4     |        |        |     | 17     | 16    | 8     | °16°  |       |       |       | 16     |
| 19   | O. Servià         | 7     | 7      | 9      | 9   |        |       |       |       |       |       |       | 16     |
| 20   | J. Trulli         | DNF   | 16     | 4      | DNF | 15     | DNF   | 11    | 19*   | 18*   | 15    | (DNF) | 15     |
| 21   | S. Durán          |       |        | °16°   | DSQ | °10°   | DNF   | °DNF° | 17    | 6     | 17    | 8     | 13     |
| 22   | O. Turvey         |       |        |        |     |        |       |       |       |       | °9°   | °9°   | 4      |
| 23   | V. Liuzzi         |       |        |        |     | 16     | 13    | NC    | 9     | 17    |       |       | 2      |
| 24   | T. Satō           | DNF   |        |        |     |        |       |       |       |       |       |       | 2      |
| 25   | J. Wilson         |       |        |        |     |        |       |       |       | 10    |       |       | 1      |
| 26   | H. Tung           | 16    | 11     |        | 11  |        |       |       |       |       |       |       | 0      |
| 27   | A. García         |       |        | 11     |     |        |       |       |       | 19    |       |       | 0      |
| 28   | S. de Silvestro   |       |        |        |     |        |       |       |       |       | 11    | 12    | 0      |
| 29   | M. Cerruti        | 14    | DNF    | 12     | DNF |        |       |       |       |       |       |       | 0      |
| 30   | M. Andretti       |       |        |        | 12  |        |       |       |       |       |       |       | 0      |
| 31   | M. Brabham        |       | 13     | DNF    |     |        |       |       |       |       |       |       | 0      |
| 32   | A. Fontana        |       |        |        |     |        |       |       |       |       | DNF   | 14    | 0      |
| 33   | K. Legge          | °15°  | °15°   |        |     |        |       |       |       |       |       |       | 0      |
| 34   | F. Leimer         |       |        |        |     |        |       |       |       |       | 14    | DNF   | 0      |
| 35   | S. Yamamoto       |       |        |        |     |        |       |       |       |       | °DNF° | DNF   | 0      |
| Pos. | Fahrer            | BEI   | PUT    | PUN    | BUE | MIA    | LBH   | MON   | BER   | MOS   | LON   | LON   | Punkte |

Anmerkungen
#1)Franck Montagny wurde aufgrund eines positiven Dopingtests beim Putrajaya ePrix disqualifiziert und für zwei Jahre gesperrt.

### Teamwertung
| Pos. | Team                         | Nr. |       |        |        |     |        |      |       |      |     |       |     |        |
| ---- | ---------------------------- | --- | ----- | ------ | ------ | --- | ------ | ---- | ----- | ---- | --- | ----- | --- | ------ |
| Pos. | Team                         | Nr. | BEI   | PUT    | PUN    | BUE | MIA    | LBH  | MON   | BER  | MOS | LON   | LON | Punkte |
| 01   | e.dams Renault               | 08  | *12*  | 4      | 7      | 2   | 1      | 14   | 6     | 10   | 8   | 7     | 10  | 232    |
| 01   | e.dams Renault               | 09  | DNF   | 3      | 1      | DNF | 13     | 4    | 1     | °2°  | °9° | 1     | °5° | 232    |
| 02   | Dragon Racing                | 06  | 7     | 7      | 9      | 9   | 7      | 9    | DNF   | 3    | 15  | 8     | 3   | 171    |
| 02   | Dragon Racing                | 07  | 6     | 5      | 8      | 14  | 4      | 6    | 5     | 1    | 11  | 2     | 2   | 171    |
| 03   | Audi Sport ABT               | 11  | °1°   | 2      | 3      | DNF | 9      | 3    | 2     | DSQ  | °2° | 4     | 6   | 165    |
| 03   | Audi Sport ABT               | 66  | 10    | 10     | 15     | 13* | 3      | 15   | DNF   | 14   | 5   | DNF   | 11  | 165    |
| 04   | China Racing NEXTEV TCR      | 88  | 16    | 11     | 11     | 11  | 17     | 16   | 8     | °16° | 19  | °9°   | °9° | 152    |
| 04   | China Racing NEXTEV TCR      | 99  | 8     | DNF    | 2      | 3   | 5      | °1°  | °3°   | °4°  | °1° | °5°   | °7° | 152    |
| 05   | Virgin Racing Formula E Team | 02  | 3     | 1      | DNF    | 7   | 8      | DNF° | 4     | 8    | DNF | 6     | 1   | 133    |
| 05   | Virgin Racing Formula E Team | 03  | 11    | 9      | 5      | 4   | 11     | 8    | DNF   | 12   | 13  | 14    | DNF | 133    |
| 06   | Andretti Autosport Formula E | 27  | 2     | DSQ    | °*14*° | °6° | °*18*° | °2°  | °DNF° | 7    | 4   | 3     | 16* | 119    |
| 06   | Andretti Autosport Formula E | 28  | 4     | 13     | DNF    | 12  | 2      | DNF  | 12    | 13   | 10  | 11    | 12  | 119    |
| 07   | Amlin Aguri                  | 55  | DNF   | 8      | DNF    | 1   | 6      | 7    | 9     | 11   | 7   | °DNF° | DNF | 66     |
| 07   | Amlin Aguri                  | 77  | °15°  | °15°   | °16°   | DSQ | 10     | DNF  | °DNF° | 17   | 6   | 17    | 8   | 66     |
| 08   | Mahindra Racing              | 05  | 5     | 6      | 13     | DNF | 14     | 12   | 13    | 15   | 12  | 12    | 13  | 58     |
| 08   | Mahindra Racing              | 21  | °DNF° | °*14*° | 6      | °5° | DNF    | 5    | DNF   | 18   | 16  | 16    | 4   | 58     |
| 09   | Venturi                      | 23  | *13*  | °DSQ°  | °10°   | °8° | 12     | 11   | 10    | 5    | 3   | 13    | DNF | 53     |
| 09   | Venturi                      | 30  | 9     | 12     | DNF    | 10  | DNF    | 10   | 7     | 6    | 14  | 10    | 15  | 53     |
| 10   | Trulli                       | 10  | DNF   | 16     | 4      | DNF | 15     | DNF  | 11    | 19*  | 18  | 15    | DNF | 17     |
| 10   | Trulli                       | 18  | 16    | DNF    | 12     | DNF | 16     | 13   | NC    | 9    | 17  | DNF   | 14  | 17     |
| Pos. | Team                         | Nr. | BEI   | PUT    | PUN    | BUE | MIA    | LBH  | MON   | BER  | MOS | LON   | LON | Punkte |

### Legende
| Legende                      | Legende       | Legende                                                                 |
| Farbe                        | Abkürzung     | Bedeutung                                                               |
| ---------------------------- | ------------- | ----------------------------------------------------------------------- |
| Gold                         | —             | Sieger                                                                  |
| Silber                       | —             | 2. Platz                                                                |
| Bronze                       | —             | 3. Platz                                                                |
| Grün                         | —             | Platzierung in den Punkten                                              |
| Blau                         | —             | Klassifiziert außerhalb der Punkteränge                                 |
| Violett                      | DNF           | Rennen nicht beendet                                                    |
| Violett                      | NC            | nicht klassifiziert                                                     |
| Rot                          | DNQ           | nicht qualifiziert                                                      |
| Schwarz                      | DSQ           | disqualifiziert                                                         |
| Weiß                         | DNS           | nicht am Start                                                          |
| Weiß                         | WD            | zurückgezogen                                                           |
| Weiß                         | C             | Rennen abgesagt                                                         |
| Blanko                       |               | nicht teilgenommen                                                      |
| Blanko                       | DNP           | gemeldet, aber nicht teilgenommen                                       |
| Blanko                       | INJ           | verletzt oder krank                                                     |
| Blanko                       | EX            | ausgeschlossen                                                          |
| sonstige Formate und Zeichen | P/fett        | Pole-Position                                                           |
| sonstige Formate und Zeichen | kursiv        | Schnellste Rennrunde (ab 2017/18: Schnellste Rennrunde der ersten Zehn) |
| sonstige Formate und Zeichen | unterstrichen | Führender in der Gesamtwertung                                          |
| sonstige Formate und Zeichen | °             | FanBoost                                                                |
| sonstige Formate und Zeichen | *             | nicht im Ziel, aufgrund der zurückgelegten Distanz aber gewertet        |
| sonstige Formate und Zeichen | ( )           | Streichresultat                                                         |